# Palmetto State Park
Der Palmetto State Park liegt zwischen Gonzales und Luling im Gonzales County des US-Bundesstaates Texas.

## Geschichte
Zwischen 1934 und 1936 stifteten Privatpersonen und die Stadt Gonzales die Landflächen für den State Park. Das Civilian Conservation Corps errichtete Wege und die rustikalen Steinbauten im Parkgelände. 1936 konnte der 109 Hektar große Park mit einer Höhenlage von 89 m eröffnet werden. Benannt wurde er nach der tropischen Dwarf Palmetto, der Zwergpalmettopalme (Sabal minor), die in diesem Gebiet häufig anzutreffen ist.

## Flora und Fauna
Die Verbreitungsgebiete südwestlicher und östlicher vorkommender Arten überlappen sich und führen zu einer hohen Artenvielfalt mit 500 Pflanzen- und 240 Vogelarten.
Weißwedelhirsche, Neunbinden-Gürteltier, Fuchshörnchen und Waschbären sind ebenso anzutreffen wie
Karibikkarakara, Zitronenwaldsänger, Gelbbauch-Saftlecker, Bindentaucher und Rotschulterbussard. Am und im Wasser leben der Getüpfelte Gabelwels (Ictalurus punctatus), der Forellenbarsch und die Rotwangen-Schmuckschildkröte.

## Infrastruktur
Das Erholungsgebiet ist über eine Abzweigung vom U.S. Highway 183 erreichbar. Der San Marcos River durchquert den Palmetto State Park und im 20 Kilometer flussaufwärts gelegenen Luling City Park können Paddelboote für Bootstouren und Flusswanderungen ins Wasser gelassen werden. Im Parkgelände befinden sich der kleine Oxbow Lake für Angler und Tretboote, zwei Campingplätze, Wanderwege und Lehrpfade wie der Lake Trail, der Palmetto Trail oder der River Trail. Am Palmetto Trail befindet sich ein hölzerner Wasserturm, der vom Civilian Conservation Corps errichtet wurde um die sumpfigen Bereiche des Parks immer ausreichend befeuchten zu können.